# Тучэн (станция метро)
«Тучэн» (англ. Tucheng; кит. 土城) — станция линии Баньнань Тайбэйского метрополитена, открытая 31 мая 2006 года в составе участка Тучэн. Расположена между станциями «Хайшань» и «Юннин». Находится на территории района Тучэн города Новый Тайбэй.

## Техническая характеристика
«Тучэн» — однопролётная станция. На станции есть три выхода, два из которых оснащёны эскалаторами. Один выход также оснащён лифтом для пожилых людей и инвалидов.  23 сентября 2018 года на станции были установлены автоматические платформенные ворота. Эта станция была последней станцией Тайбэйский метрополитена не оборудованной автоматическими платформенными воротами.